# 蘇我駅

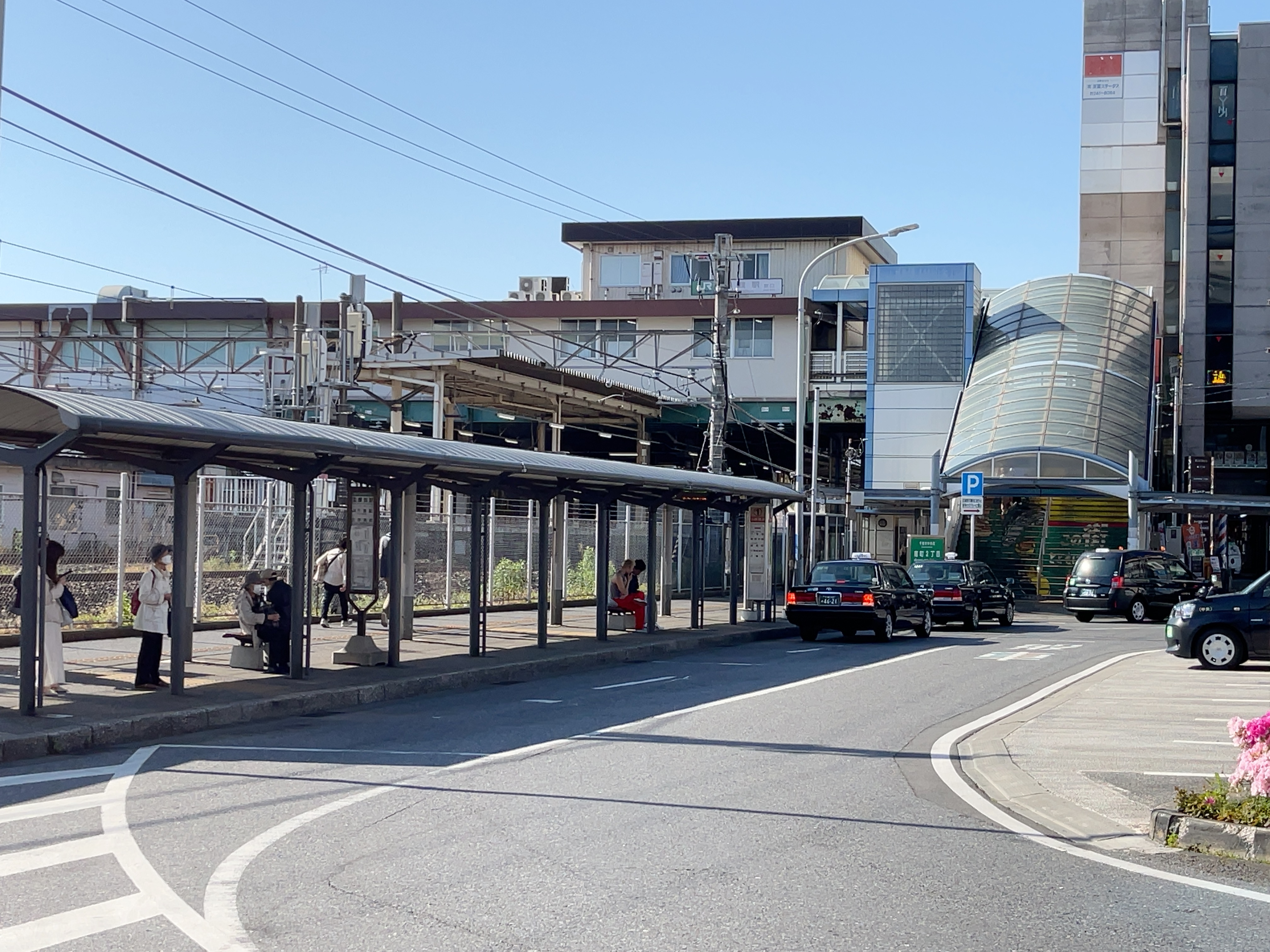
東口（2023年4月）

蘇我駅（そがえき）は、千葉県千葉市中央区今井二丁目にある、東日本旅客鉄道（JR東日本）・日本貨物鉄道（JR貨物）・京葉臨海鉄道の駅である。

## 概要
千葉市都市計画マスタープラン による蘇我副都心の中心駅である。
東日本旅客鉄道（JR東日本）の外房線・内房線・京葉線・京葉臨海鉄道臨海本線（貨物線）の4路線が乗り入れ、このうち外房線を当駅の所属線としている。駅構内には、日本貨物鉄道（JR貨物）関東支社の車両基地である千葉機関区がある。南房総方面へのジャンクションとして機能し、内房線は当駅が起点に、京葉線・京葉臨海鉄道臨海本線は当駅が始発駅・終着駅となっているターミナル駅でもある。京葉線にはナンバリングが導入されているが、当駅のみ導入されていない。
近傍には京成電鉄千原線の千葉寺駅が位置している。
京葉工業地帯の拠点港である千葉港の千葉中央地区に位置する。太平洋戦争後の日本における戦災復興都市計画の一環として誘致された川崎製鉄（現在のJFEスチール株式会社）により発展した街であり、周辺は企業城下町の雰囲気を色濃く残し、西口がある川崎町にはJFEスチール東日本製鉄所、東口にはJFE体育館（旧・川鉄体育館）・千葉メディカルセンター（旧・川鉄病院）・JFEスチールの社宅や独身寮などがある。また、日本野球連盟に加盟しているJFE東日本硬式野球部（社会人野球の企業チーム）の本拠地もある。
駅周辺にはハーバーシティ蘇我などの大型商業施設やフクダ電子アリーナ（千葉市蘇我球技場）などが整備され、千葉北部地区の幕張新都心と同様にウォーターフロント開発が著しく行われている。このような土地区画整理事業事業の推進に伴い駅周辺の魅力が向上し、2008年（平成20年）度の地価最高路線価格は、蘇我駅東口において、県内最高の上昇率19.5%となった。

## 乗入路線
JR東日本の各線（後述）と、貨物線である京葉臨海鉄道臨海本線が乗入れている。
当駅に乗入れている旅客路線は外房線・内房線・京葉線の3路線であり、このうち外房線を当駅の所属線としている。特急わかしお・さざなみ等の特急列車も停車する。この他京成電鉄千原線の千葉寺駅が徒歩約10分の場所に位置している。
内房線は当駅が起点であるが、同線の列車は全てが外房線千葉方面または京葉線東京方面へ直通する。また、京葉線は当駅が終点であるが、一部列車が外房線・内房線に直通する。当駅から東京駅までの営業キロは、外房線・総武本線（総武快速線）経由の場合も京葉線経由の場合も同じ43.0kmである。さらに、当駅から西船橋駅までの営業キロは、外房線・総武本線（総武快速線・総武線各駅停車）経由の場合も京葉線経由の場合も同じ22.4kmである。

### 貨物線
- 京葉臨海鉄道臨海本線：京葉臨海鉄道が運営している鉄道路線。当駅 - 北袖駅間（19.9 km）。

現在、JR貨物の駅としては事実上京葉臨海鉄道との中継点となっており、貨物積下ろしは行っていない。京葉臨海鉄道臨海本線は当駅が起点である。臨海本線の列車は、当駅で日本貨物鉄道（JR貨物）の機関車との授受を行い、直通する。当駅の貨物業務は京葉臨海鉄道が担当する。

## 歴史
- 1896年（明治29年）1月20日：房総鉄道（現・外房線）の駅として開設[1]。旅客・貨物取扱。
- 1907年（明治40年）9月1日：房総鉄道が買収され、帝国鉄道庁の駅となる[1]。
- 1912年（明治45年）3月28日：木更津線（現・内房線）が開業し、乗換駅となる[4]。
- 1961年（昭和36年）9月：駅舎改築（橋上駅舎化）[5]。
- 1963年（昭和38年）9月16日：京葉臨海鉄道臨海本線が開業。
- 1987年（昭和62年）4月1日：国鉄分割民営化に伴い、東日本旅客鉄道（JR東日本）の駅となる[6]。
- 1988年（昭和63年）12月1日：京葉線千葉港（現：千葉みなと） - 蘇我間旅客営業開始[新聞 1]。
- 1991年（平成3年）3月16日：京葉線東京延伸及び「成田エクスプレス」運行開始により、東京 - 当駅間を総武本線・外房線経由で運行していた特急「さざなみ」「わかしお」を京葉線経由に変更[6]。特急全列車が当駅に停車するようになる。
- 2001年（平成13年）11月18日：ICカード「Suica」の利用が可能となる[報道 1]。
- 2004年（平成16年）8月29日：駅ナカ商業施設「Dila蘇我」が開業[7]。
- 2007年（平成19年）11月18日：発車メロディがジェフユナイテッド市原・千葉の応援歌「Over」に変更[報道 2][注釈 2]。
- 2016年（平成28年）3月24日：コンコース及び駅ナカ「Dila蘇我」がリニューアル[報道 3]。
- 2020年（令和2年）2月9日：内房・外房線の信号制御を千葉総合指令室に移管[8]。
- 2021年（令和3年）11月18日：駅ナカシェアオフィス「STATION WORK」のテレワークブース「STATION BOOTH」が開設[報道 4]。
- 2024年（令和6年）12月1日千葉統括センターから茂原統括センターへ移管

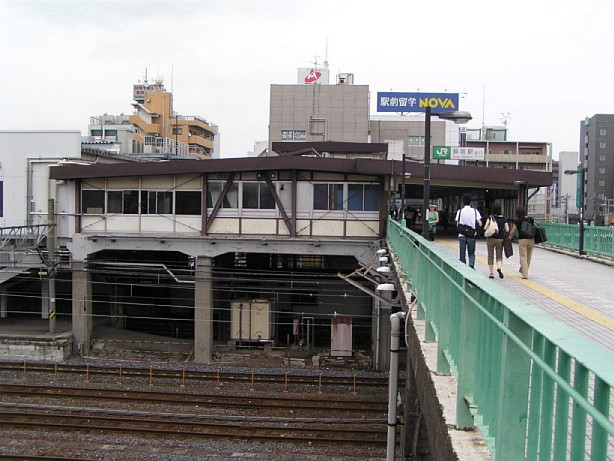
外観更新前の西口（2005年7月）
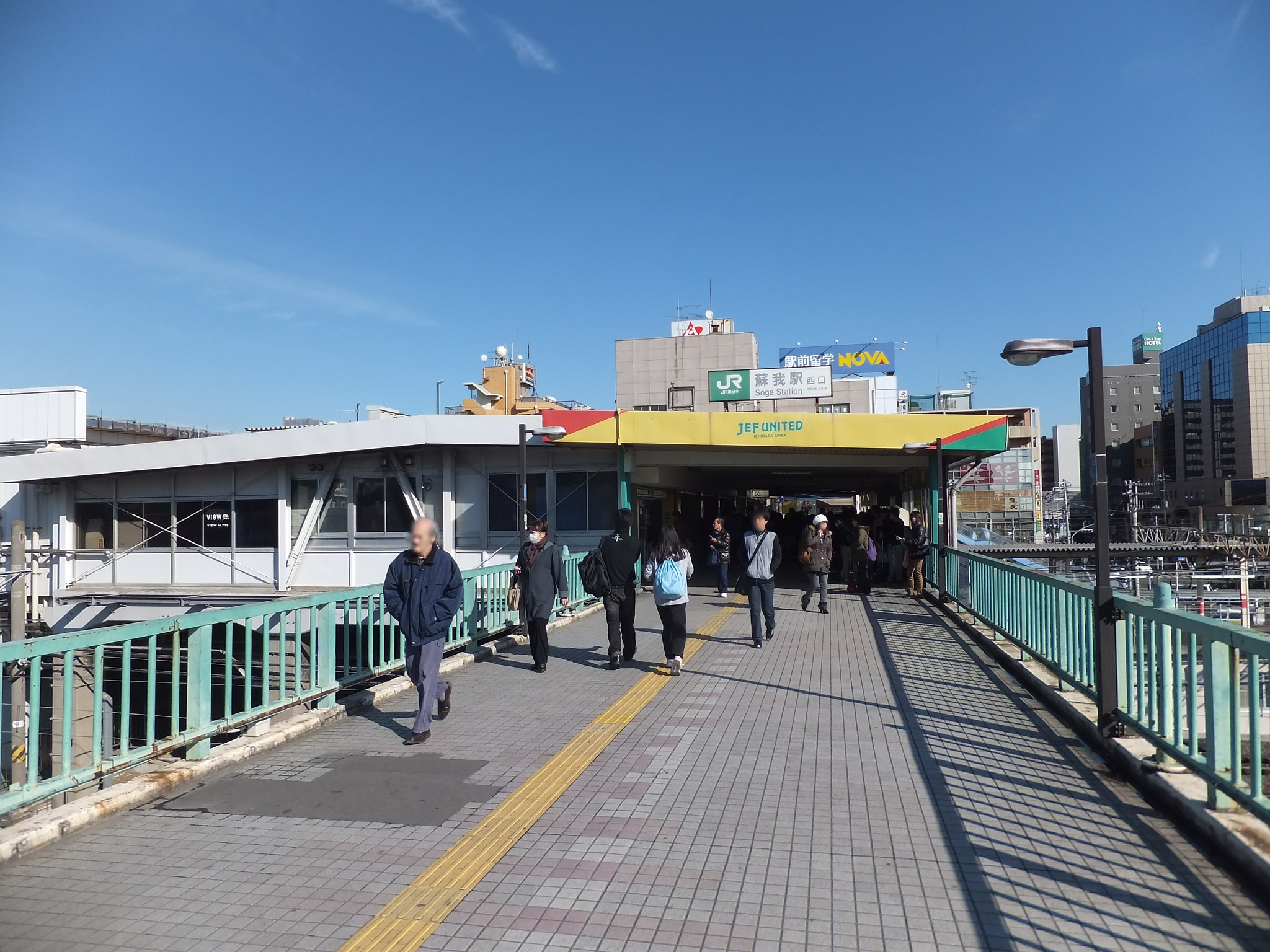
舗装改良前の西口（2011年12月）
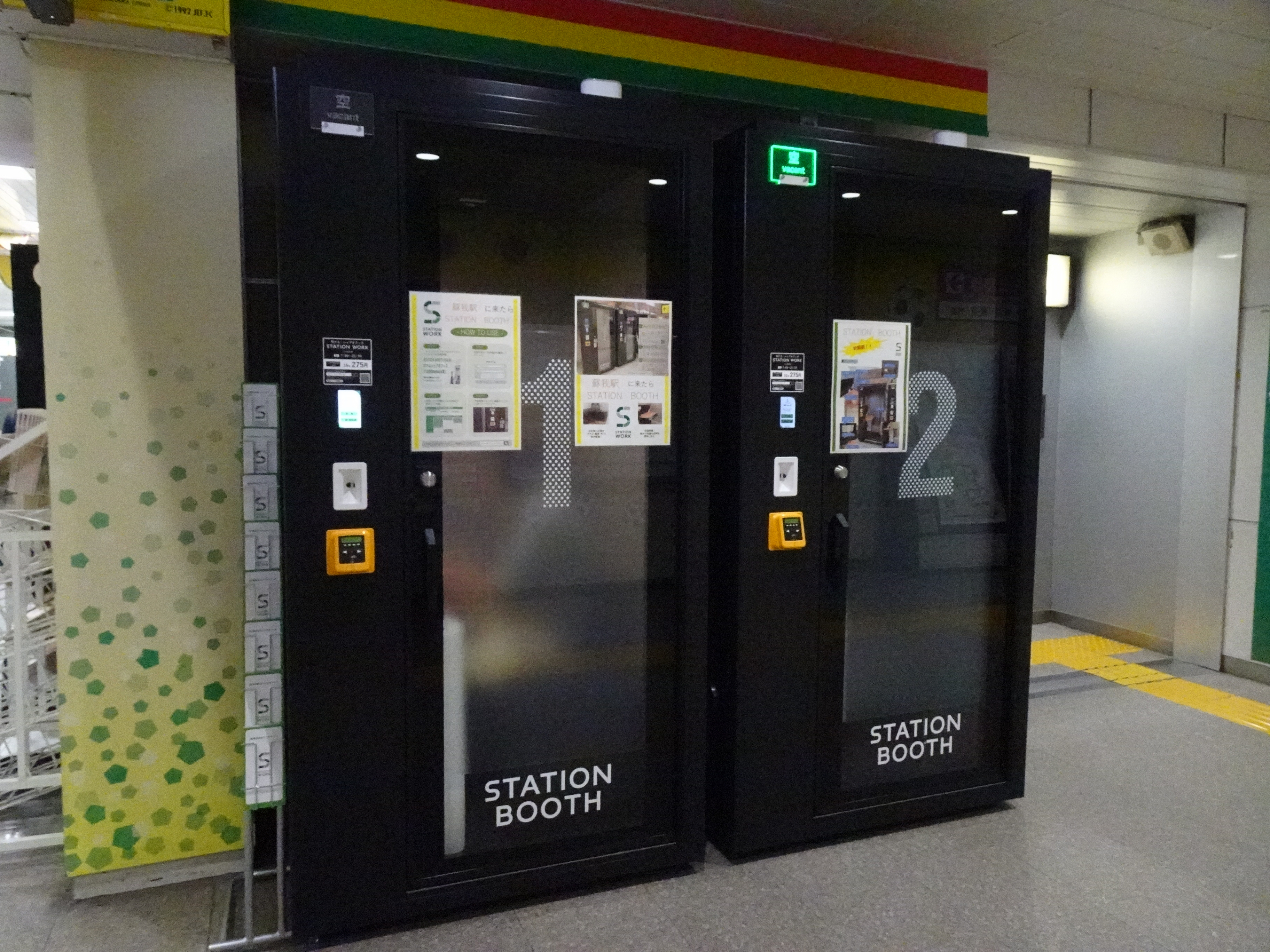
STATION BOOTH（2021年11月）

### 駅名の由来
駅開設当時の所在地だった千葉郡蘇我町より名付けられた。

## 駅構造
島式ホーム3面6線と、1番線西側に貨物用着発線・側線を複数有する地上駅である。貨物列車入換作業における信号制御は当駅の信号扱所にて行っている。橋上駅舎を有している。京葉臨海鉄道事務所は着発線・側線の脇にある。
茂原統括センターの直営駅で、みどりの窓口・指定席券売機・自動改札機設置駅。また、管理駅として外房線の鎌取駅・誉田駅・土気駅を管理している。

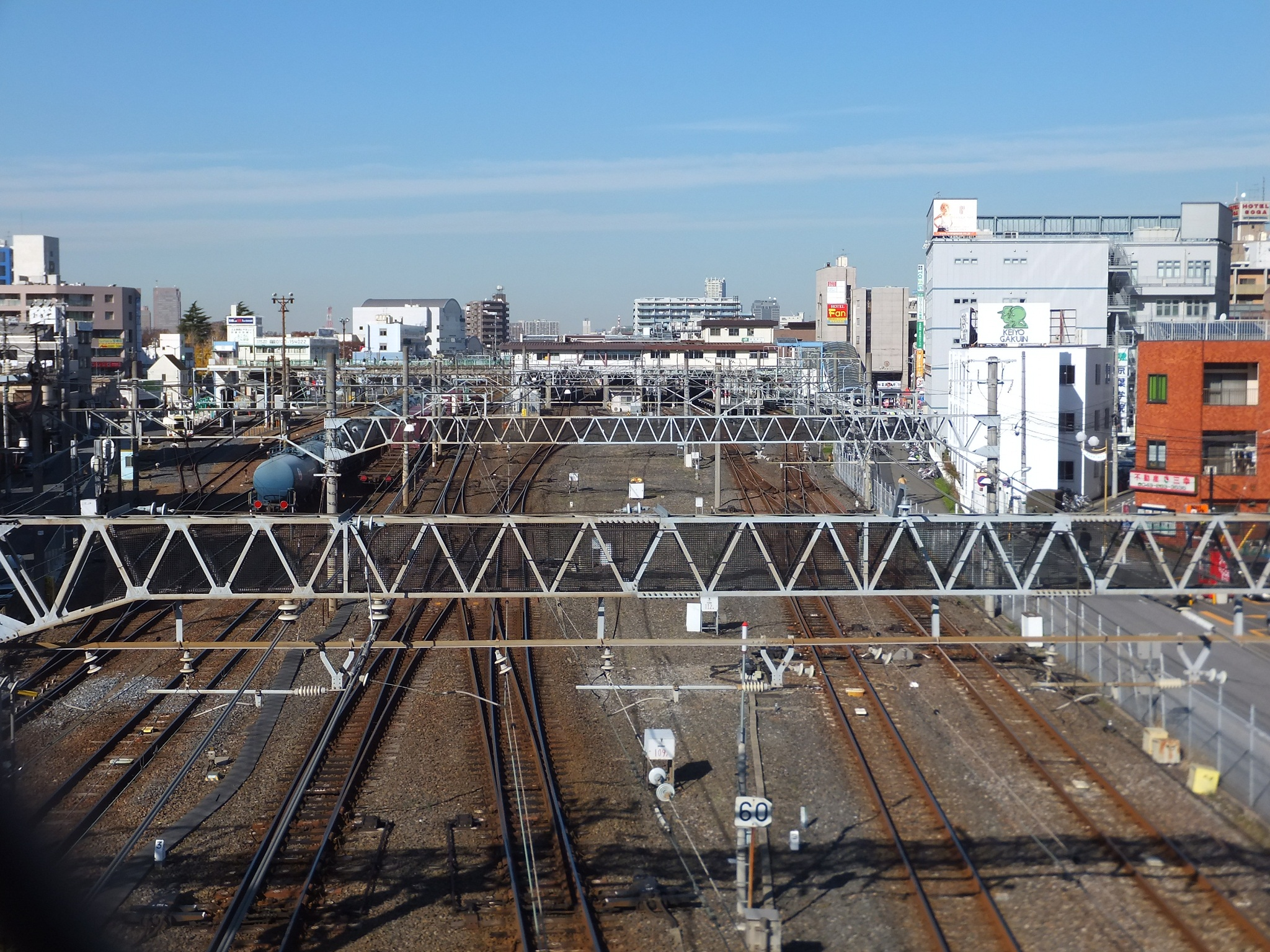
駅舎遠景（2011年12月）
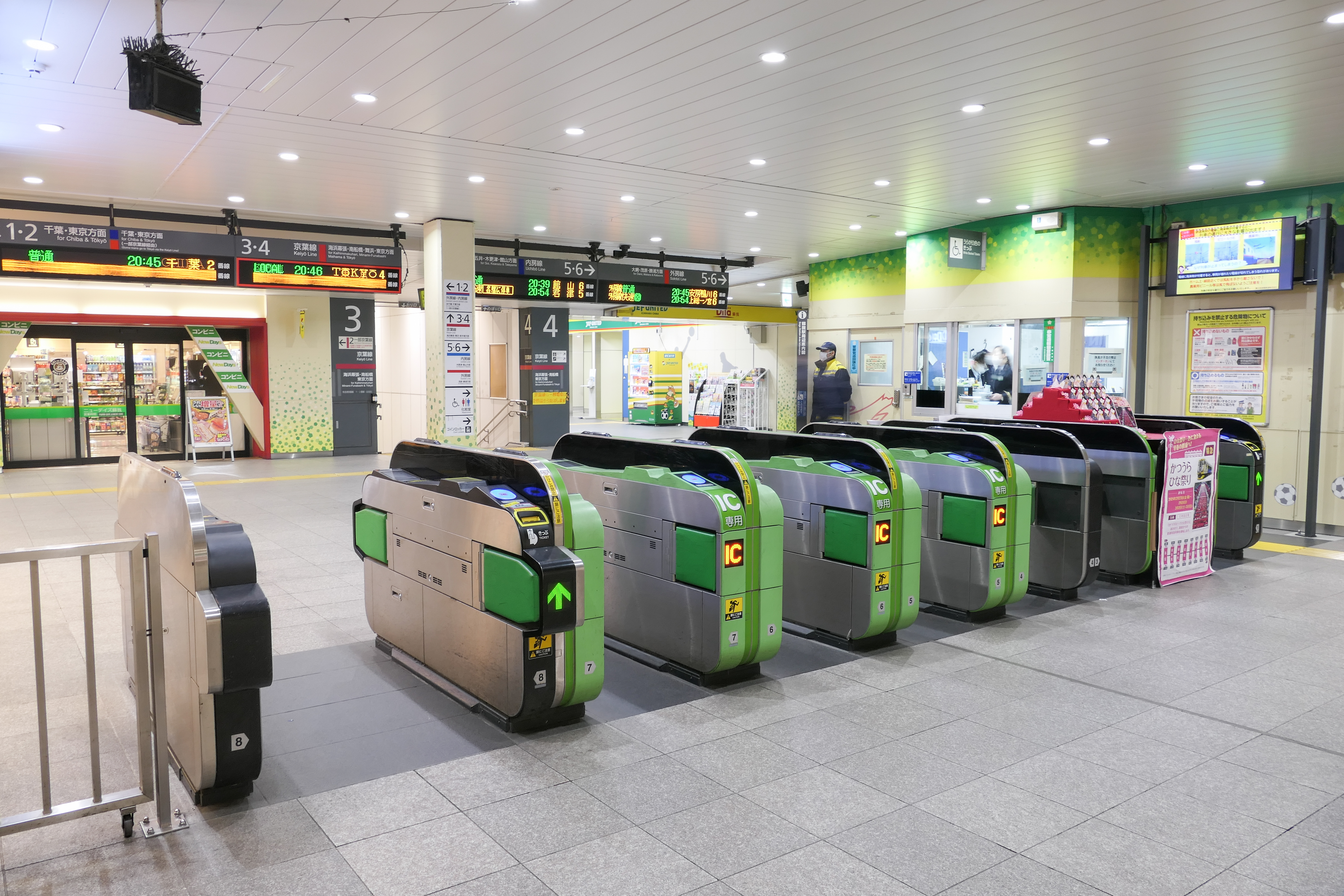
改札口（2024年2月）

### のりば
| 番線 | 路線                                 | 方向 | 行先                   | 備考                                   |
| ---- | ------------------------------------ | ---- | ---------------------- | -------------------------------------- |
| 1    | ■外房線・■内房線 （■総武快速線方面） | 上り | 千葉・船橋・東京方面   | 主に内房線方面からの列車（一部外房線） |
| 2    | ■外房線・■内房線 （■総武快速線方面） | 上り | 千葉・船橋・東京方面   | 主に外房線方面からの列車（一部内房線） |
| 2    | ■京葉線                              | -    | 舞浜・新木場・東京方面 | 外房線・内房線からの直通               |
| 3・4 | ■京葉線                              | -    | 舞浜・新木場・東京方面 | 平常ダイヤでは当駅始発のみ             |
| 5・6 | ■内房線                              | 下り | 五井・君津・館山方面   | 主に5番線                              |
| 5・6 | ■外房線                              | 下り | 大網・茂原・勝浦方面   | 主に6番線。京葉線からの直通は5番線     |

（出典：JR東日本:駅構内図）
- 基本的には1・5番線を内房線、2・6番線を外房線列車が使用するが、下記の通り配線や相互接続の関係で例外となる列車も数多く設定されている。
  - 配線の関係で、最も外側の1・6番線と京葉線は直接繋がっていないため、京葉線と内房線・外房線を直通する電車は2・5番線を使用する。
  - 特急についても、全列車が2・5番線を使用する。ただし、土休日などに運転する下り新宿わかしお号については、当駅で内房線の普通君津行と接続する関係で、6番線に入る。
- 千葉方面と京葉線列車による同時発着が発生することがある。
  - 下り方面（5・6番線）では日中時間帯は総武快速線からの内房線君津行と京葉線からの外房線上総一ノ宮行との相互接続が図られているほか、夕方から夜にかけての時間帯でも総武快速線からの直通または千葉始発の普通と京葉線からの直通列車との相互接続が行われている。上り方面（1・2番線）では千葉行きの普通または総武快速線直通列車と京葉線直通列車との相互接続のほか、千葉行きの普通が総武快速線への直通列車を待ち合わせる場合もある。
- 3・4番線は、京葉線の始発ホームである。
  - 3・4番線も線路そのものは内房線・外房線と直接繋がっており、ダイヤ乱れ時やROCK IN JAPAN FESTIVALなどの多客時には3番線に外房線・内房線からの直通列車が、4番線に外房線・内房線への直通列車がそれぞれ発着する場合がある。

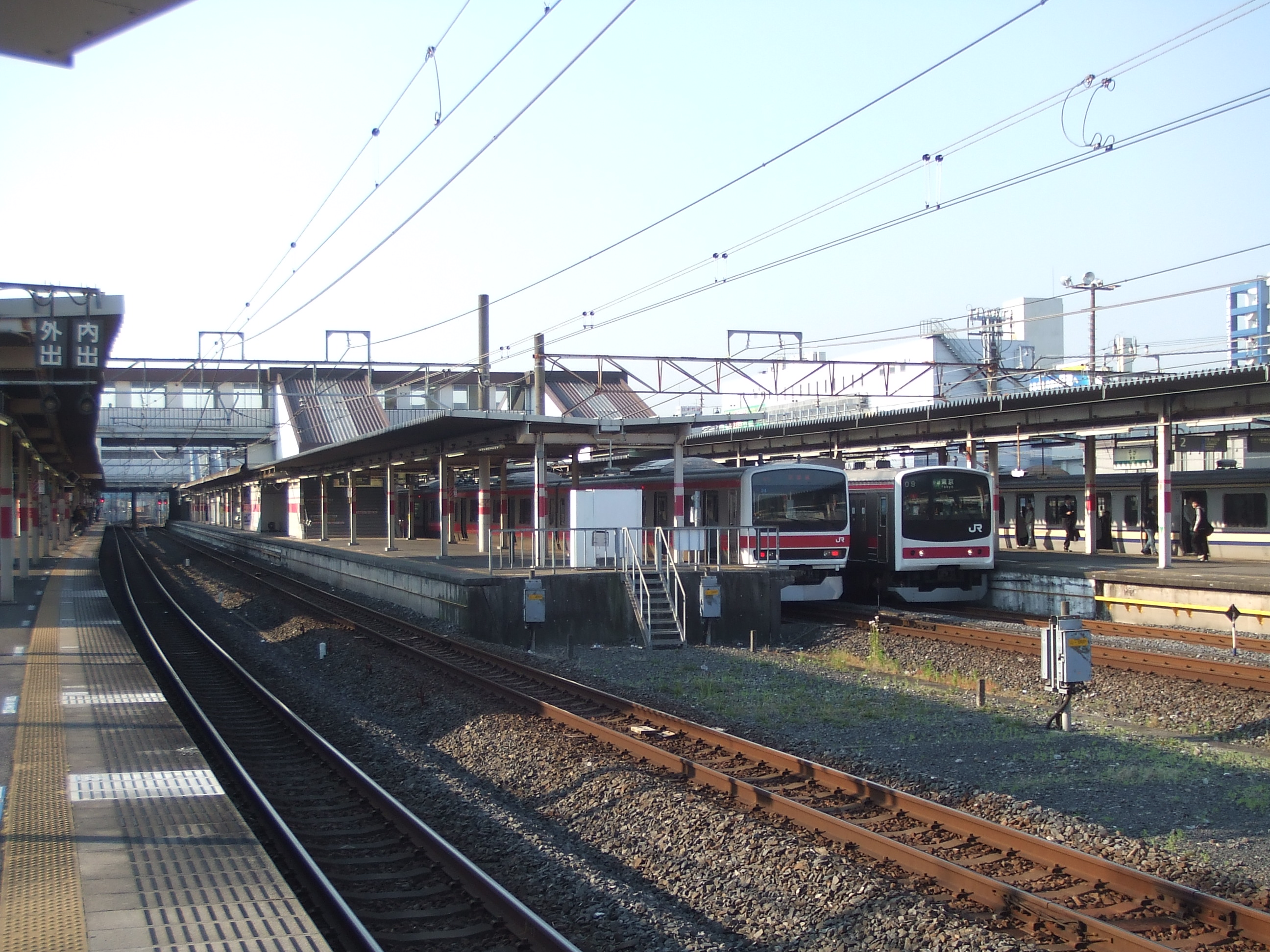
駅ホーム全景（2009年4月）※一番手前が5番線で順に1番線まで並ぶ
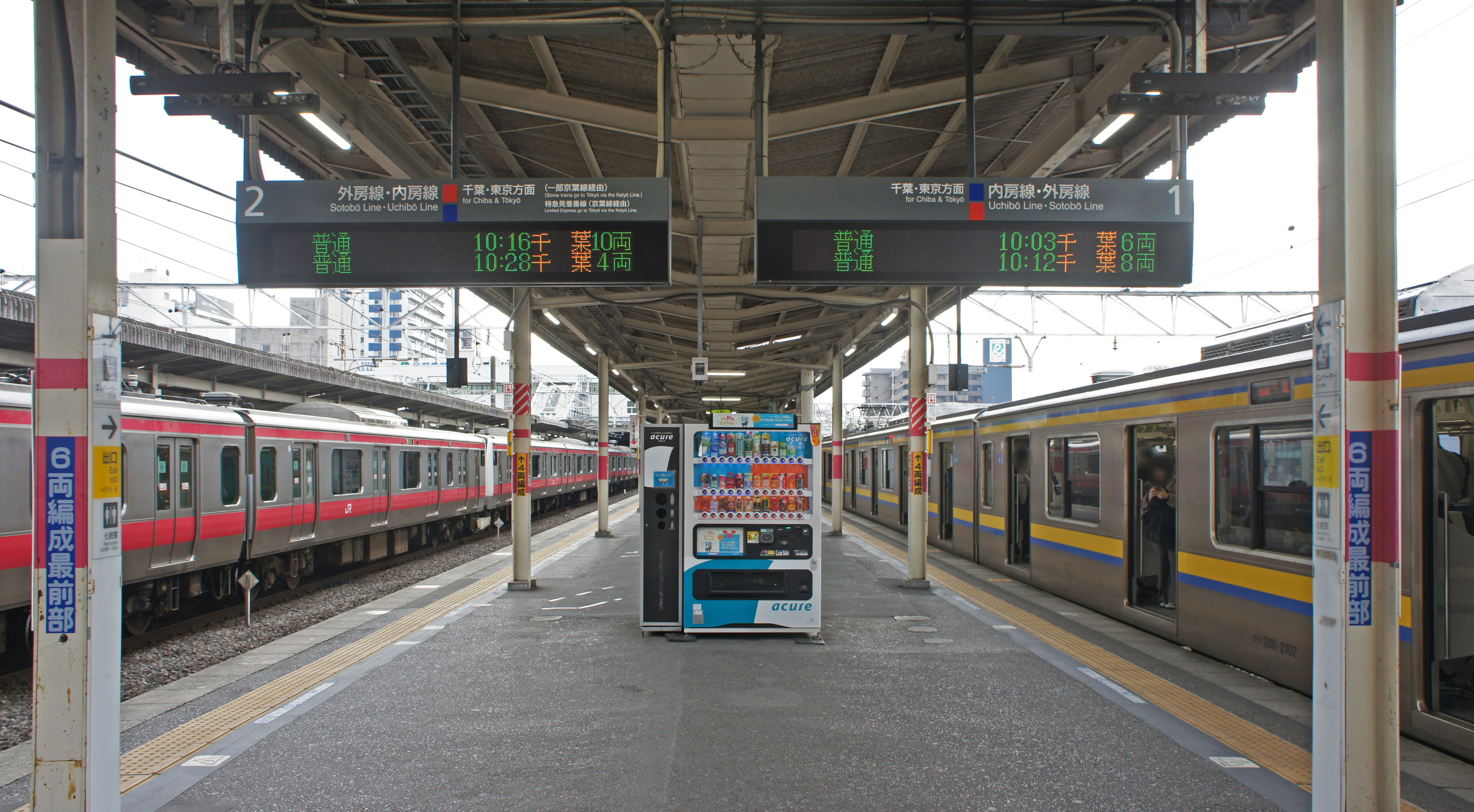
1・2番線（外房線・内房線）ホーム（2019年12月）
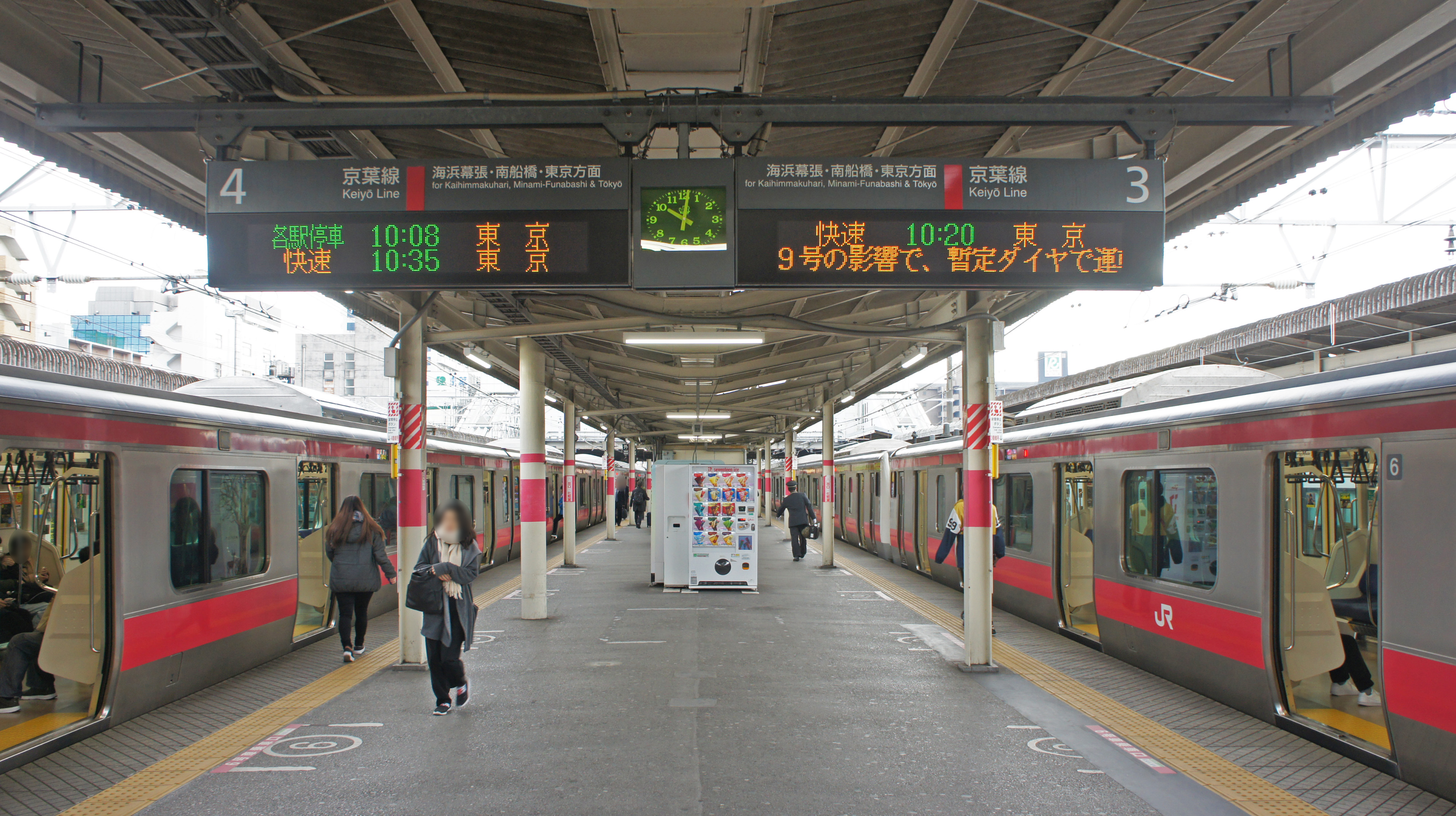
3・4番線（京葉線）ホーム（2019年12月）
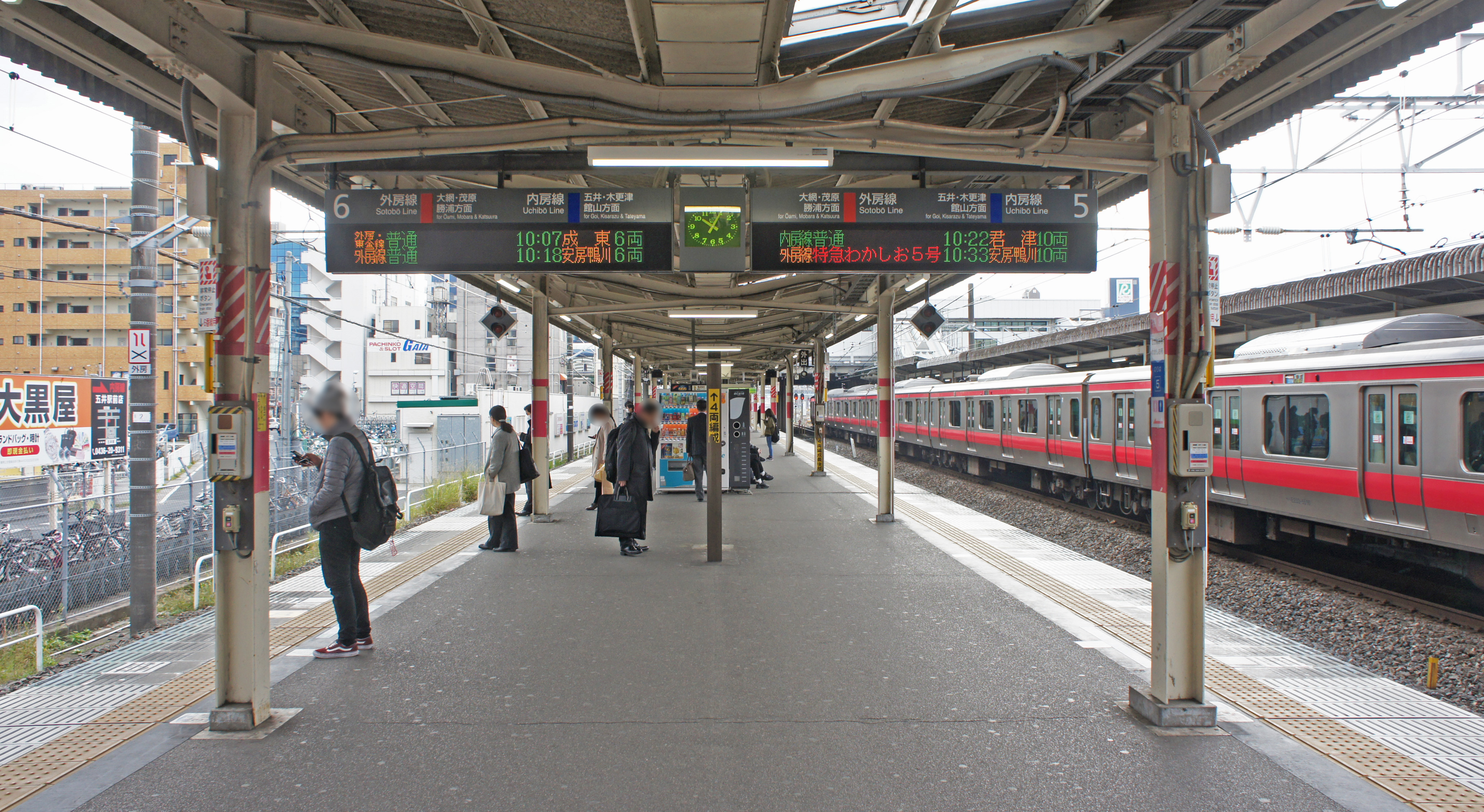
5・6番線（外房線・内房線）ホーム（2019年12月）
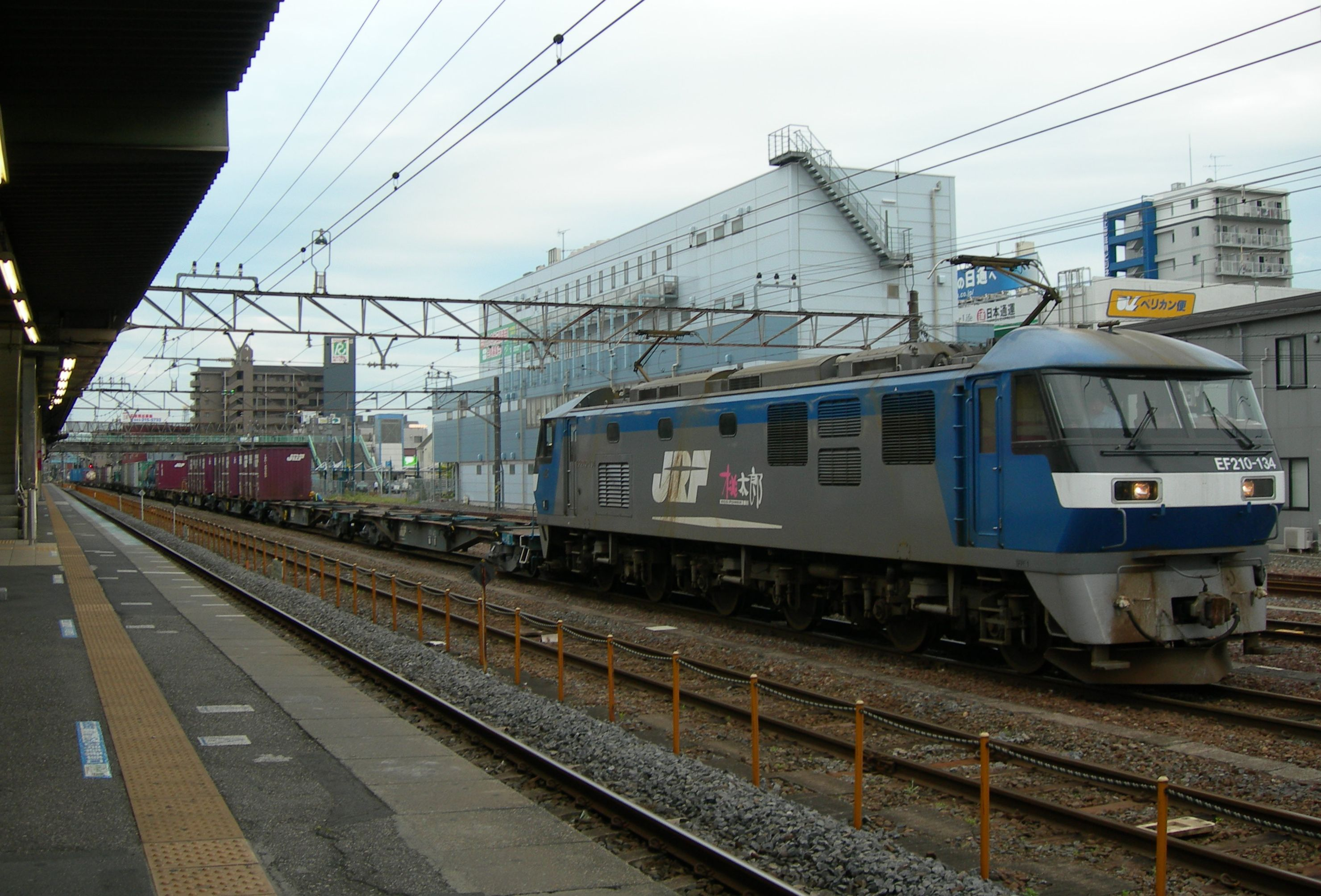
貨物列車の着発線・側線（2009年6月）

### 発車メロディ
2007年11月18日よりジェフユナイテッド市原・千葉のオフィシャルソング「Over」が使用されている。それ以前は東洋メディアリンクス製の曲が、さらに以前は永楽電気製の曲が使用されていた。
| 1 | Aメロ版    |
| 2 | Aメロ版    |
| 3 | コーラス版 |
| 4 | コーラス版 |
| 5 | サビ版     |
| 6 | サビ版     |

## 利用状況
2023年（令和5年）度の1日平均乗車人員は31,328人である。千葉駅以南・以東では最多、千葉市内では第4位、京葉線内では第7位（西船橋駅を含む）である。
京葉線下り終電到着時刻は京葉線上り列車及び外房・内房線下り終電発車後であるため、この時間帯の駅前タクシー乗り場では、乗り遅れた乗客がタクシーを待つ列が伸びることもある。
近年の1日平均乗車人員の推移は以下の通り。
| 年度               | 1日平均 乗車人員 | 出典     |
| ------------------ | ---------------- | -------- |
| 1990年（平成02年） | 17,229           | [ * 1 ]  |
| 1991年（平成03年） | 20,534           | [ * 2 ]  |
| 1992年（平成04年） | 21,636           | [ * 3 ]  |
| 1993年（平成05年） | 23,096           | [ * 4 ]  |
| 1994年（平成06年） | 24,103           | [ * 5 ]  |
| 1995年（平成07年） | 24,368           | [ * 6 ]  |
| 1996年（平成08年） | 24,492           | [ * 7 ]  |
| 1997年（平成09年） | 24,285           | [ * 8 ]  |
| 1998年（平成10年） | 22,208           | [ * 9 ]  |
| 1999年（平成11年） | 22,300           | [ * 10 ] |
| 2000年（平成12年） | 23,408           | [ * 11 ] |
| 2001年（平成13年） | 24,818           | [ * 12 ] |
| 2002年（平成14年） | 26,093           | [ * 13 ] |
| 2003年（平成15年） | 25,710           | [ * 14 ] |
| 2004年（平成16年） | 26,288           | [ * 15 ] |
| 2005年（平成17年） | 28,668           | [ * 16 ] |
| 2006年（平成18年） | 29,825           | [ * 17 ] |
| 2007年（平成19年） | 30,897           | [ * 18 ] |
| 2008年（平成20年） | 31,038           | [ * 19 ] |
| 2009年（平成21年） | 30,945           | [ * 20 ] |
| 2010年（平成22年） | 30,727           | [ * 21 ] |
| 2011年（平成23年） | 30,513           | [ * 22 ] |
| 2012年（平成24年） | 31,298           | [ * 23 ] |
| 2013年（平成25年） | 31,931           | [ * 24 ] |
| 2014年（平成26年） | 31,610           | [ * 25 ] |
| 2015年（平成27年） | 32,450           | [ * 26 ] |
| 2016年（平成28年） | 33,123           | [ * 27 ] |
| 2017年（平成29年） | 33,831           | [ * 28 ] |
| 2018年（平成30年） | 34,244           | [ * 29 ] |
| 2019年（令和元年） | 34,189           | [ * 30 ] |
| 2020年（令和02年） | 25,047           |          |
| 2021年（令和03年） | 27,097           |          |
| 2022年（令和04年） | 29,462           |          |
| 2023年（令和05年） | 31,328           |          |

## 駅周辺

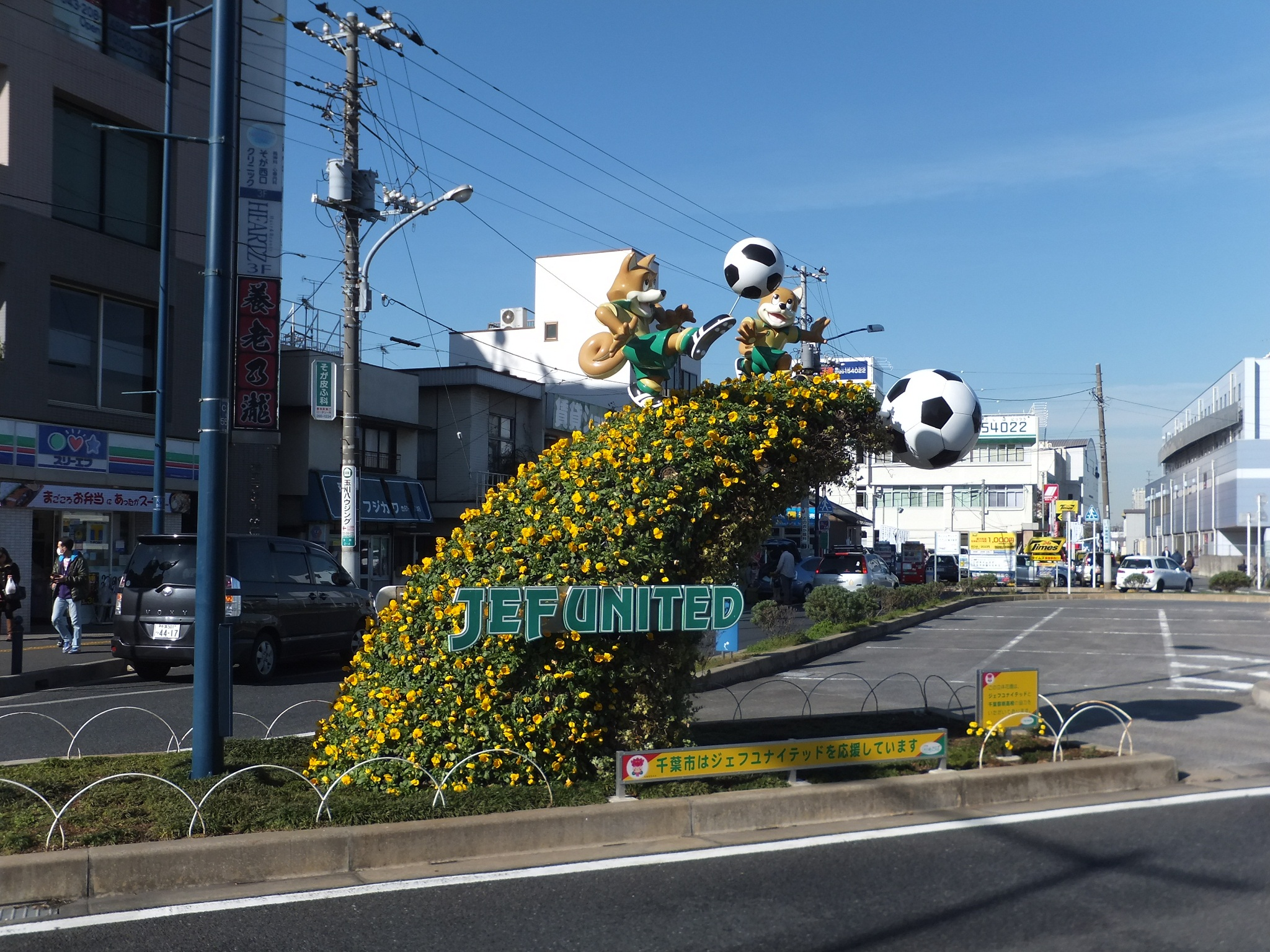
ジェフィとユニティのモニュメント（西口駅前）

ジェフユナイテッド市原・千葉のホームスタジアムであるフクダ電子アリーナ（千葉市蘇我球技場）が建設されたことから、駅周辺の店舗からはジェフのチームフラッグが多数掲揚されている。さらに千葉市のコンセプトである『花の都 ちば』に因み、生花で造られたモニュメントと、千葉市のシンボルキャラクター「ちはなちゃん」及びサッカーボールが西口整備に伴い設置された。駅周辺は路上喫煙禁止区域となっている。

### 駅舎内の施設（駅ナカ・駅ビル）
駅ナカ商業施設としてJR東日本クロスステーションが改札内で展開するショッピングモール「Dila蘇我」が出店している。
改札内の跨線橋上に店舗がある。2004年（平成16年）8月29日に開業。2016年（平成28年）3月24日に全面リニューアルしている。

### 周辺施設
- 京成電鉄千原線 千葉寺駅
- JR東日本 茂原統括センター蘇我乗務ユニット
- JR貨物 千葉機関区

#### 蘇我臨海地区土地区画整理事業
- ハーバーシティ蘇我[注釈 3]
  - アリオ蘇我 - 2005年（平成17年）4月27日に開業した大型ショッピングモール[新聞 3]。
  - ホームズ蘇我 - 島忠経営で2005年（平成17年）4月27日に開業[新聞 3]。
  - フェスティバルウォーク蘇我（Festival Walk） - セガが運営する映画館（T・ジョイ蘇我）・日帰り入浴施設（湯の郷ほのか）・アミューズメントを中心とした総合エンターテイメントモール。
  - グローボ - スポーツをコンセプトとしたショッピングセンター。
  - ファッションスクエア蘇我 - 2015年（平成27年）4月16日に開業[新聞 4]。
  - 蘇我スポーツ公園
  - フクダ電子アリーナ（蘇我球技場） - ジェフユナイテッド市原・千葉ホームスタジアム。
  - フクダ電子スクエア - 蘇我スポーツ公園内のサッカー・ラグビー・フットサルなどの多目的広場。
  - ジェフユナイテッド市原・千葉クラブハウス・練習場「ユナイテッドパーク」、オフィシャルショップ「12JEF」
  - 花の駅そが - 約1,000坪の土地に四季折々の花々が咲く花畑広場。
  - JFE体育館

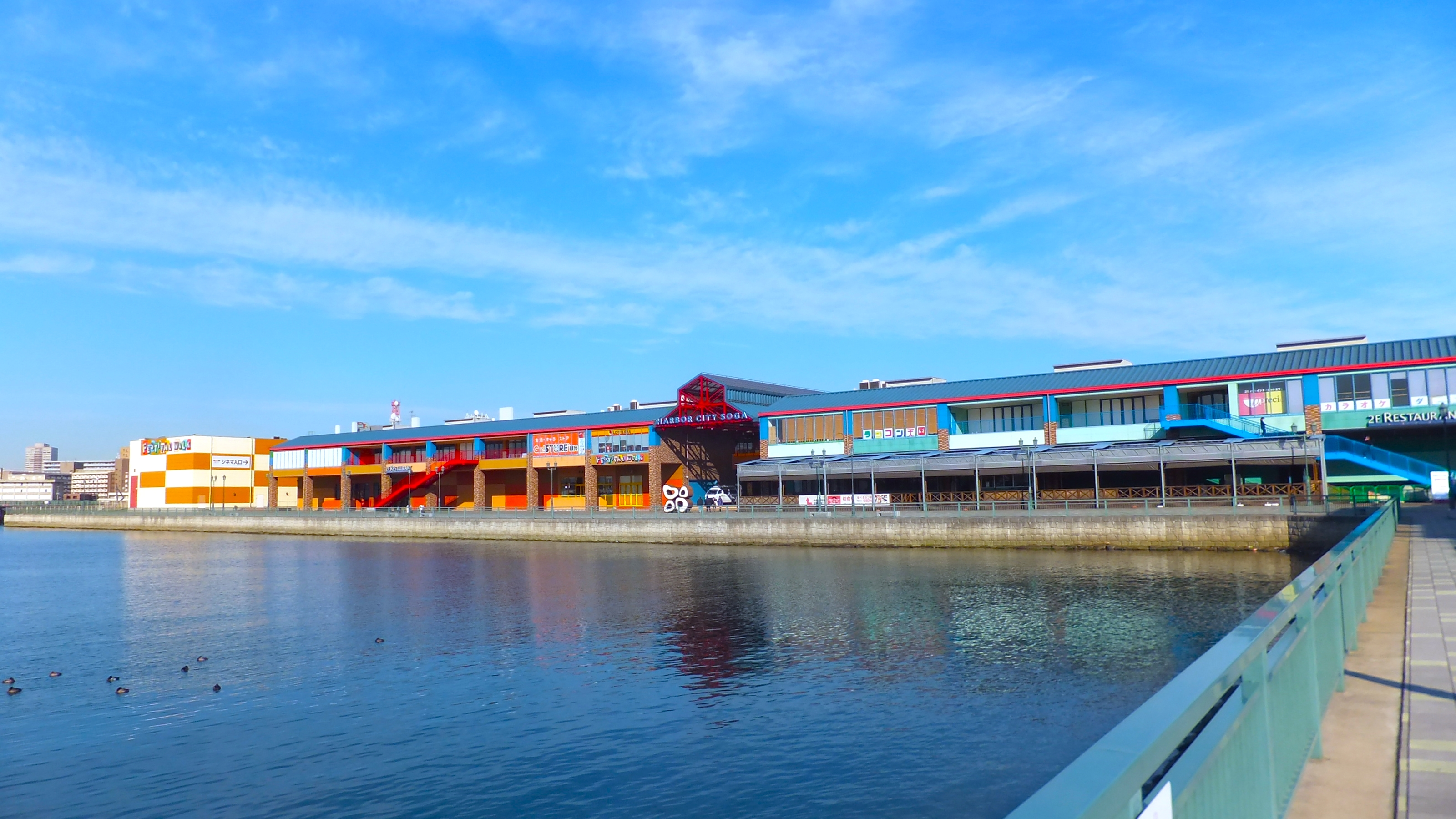
フェスティバルウォーク蘇我
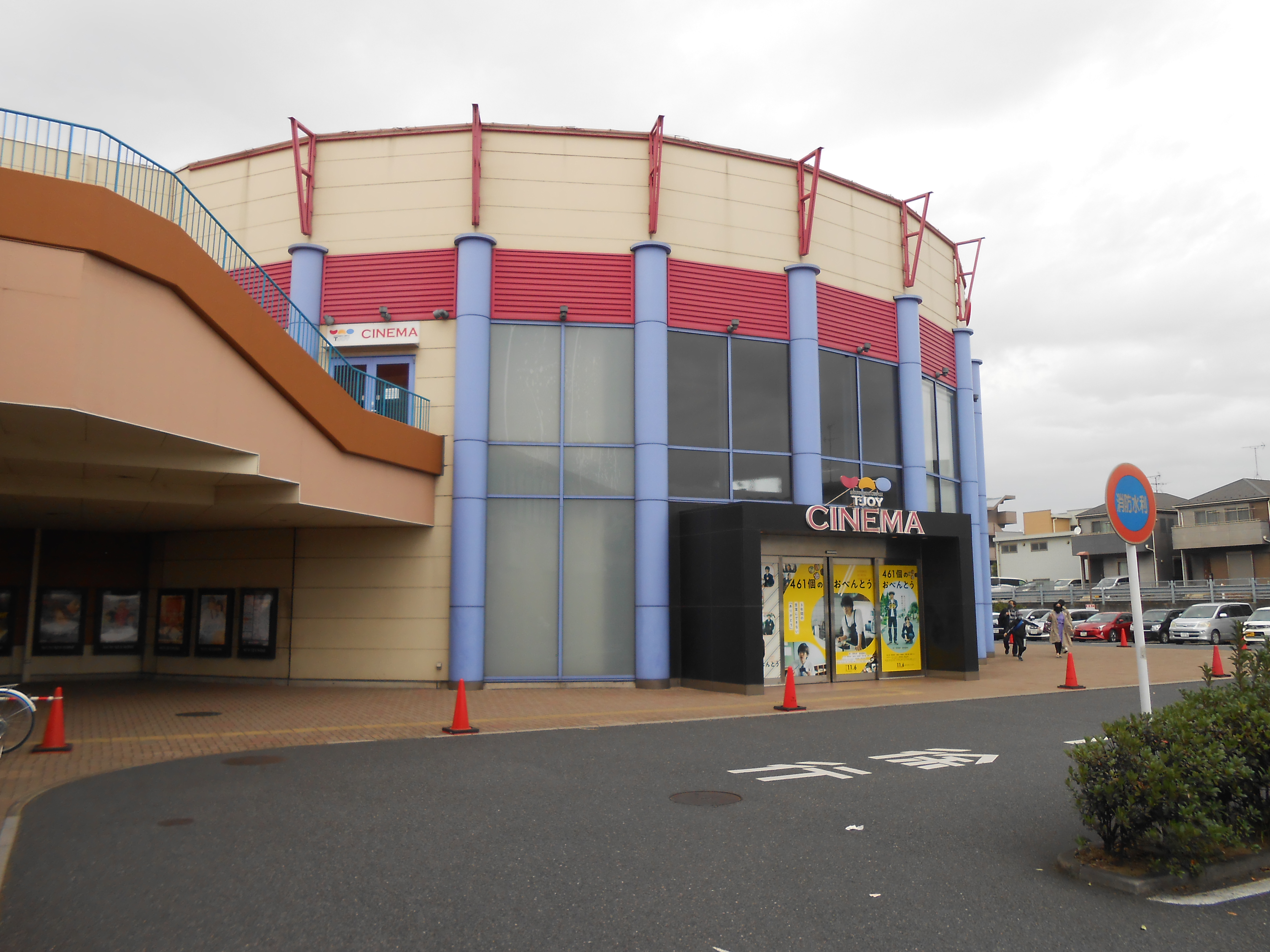
T・ジョイ蘇我
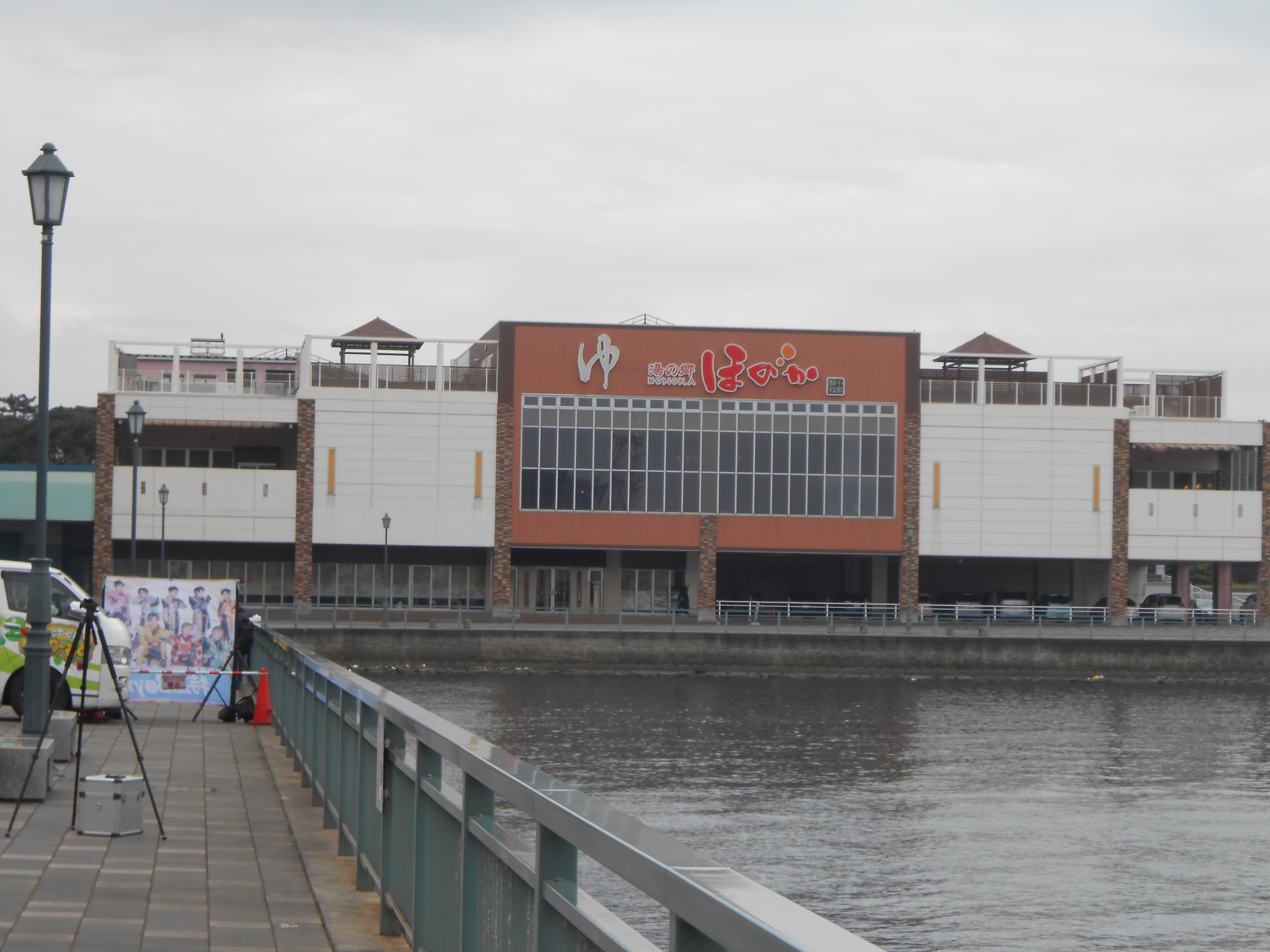
湯の郷ほのか蘇我店
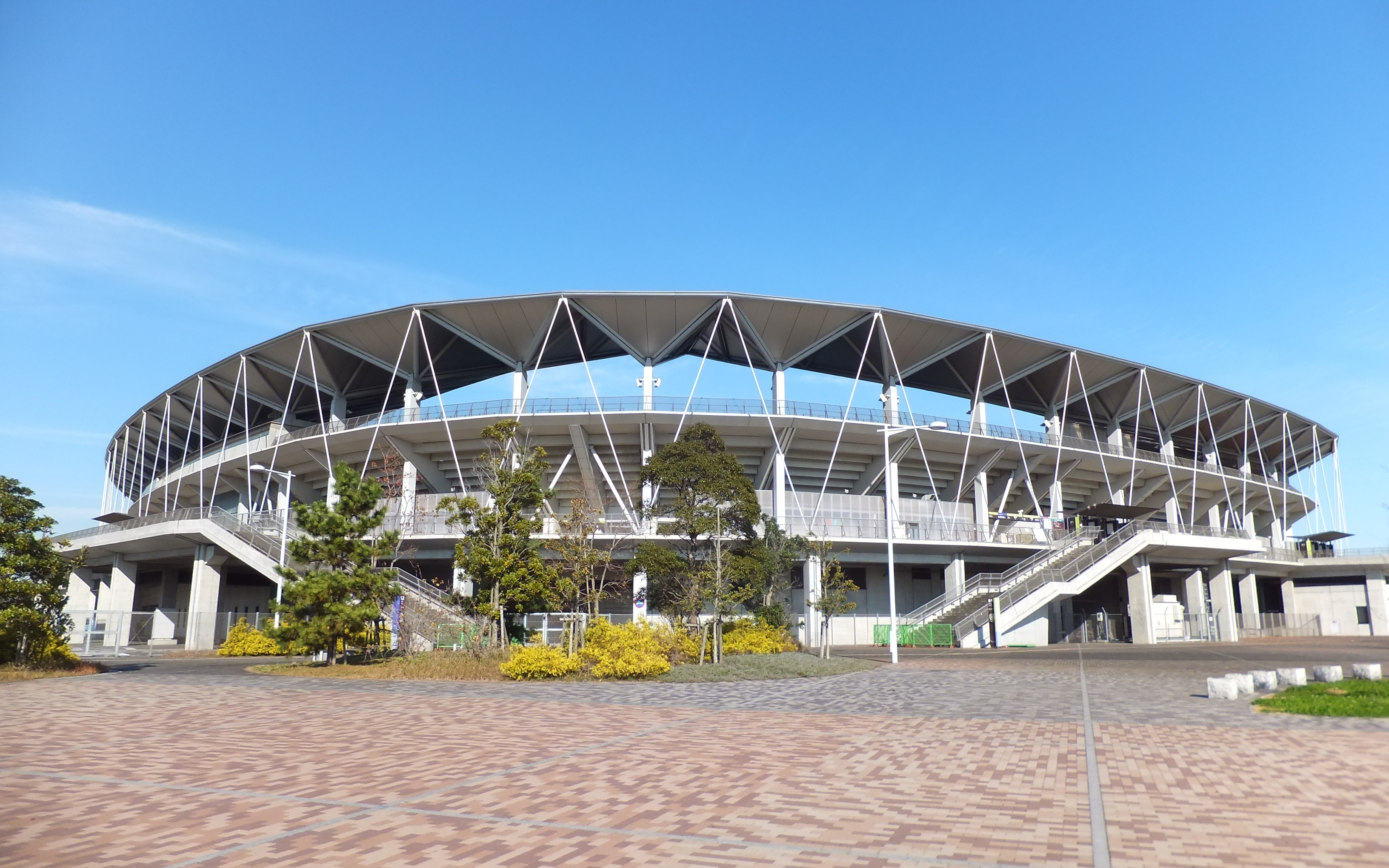
フクダ電子アリーナ（蘇我球技場）
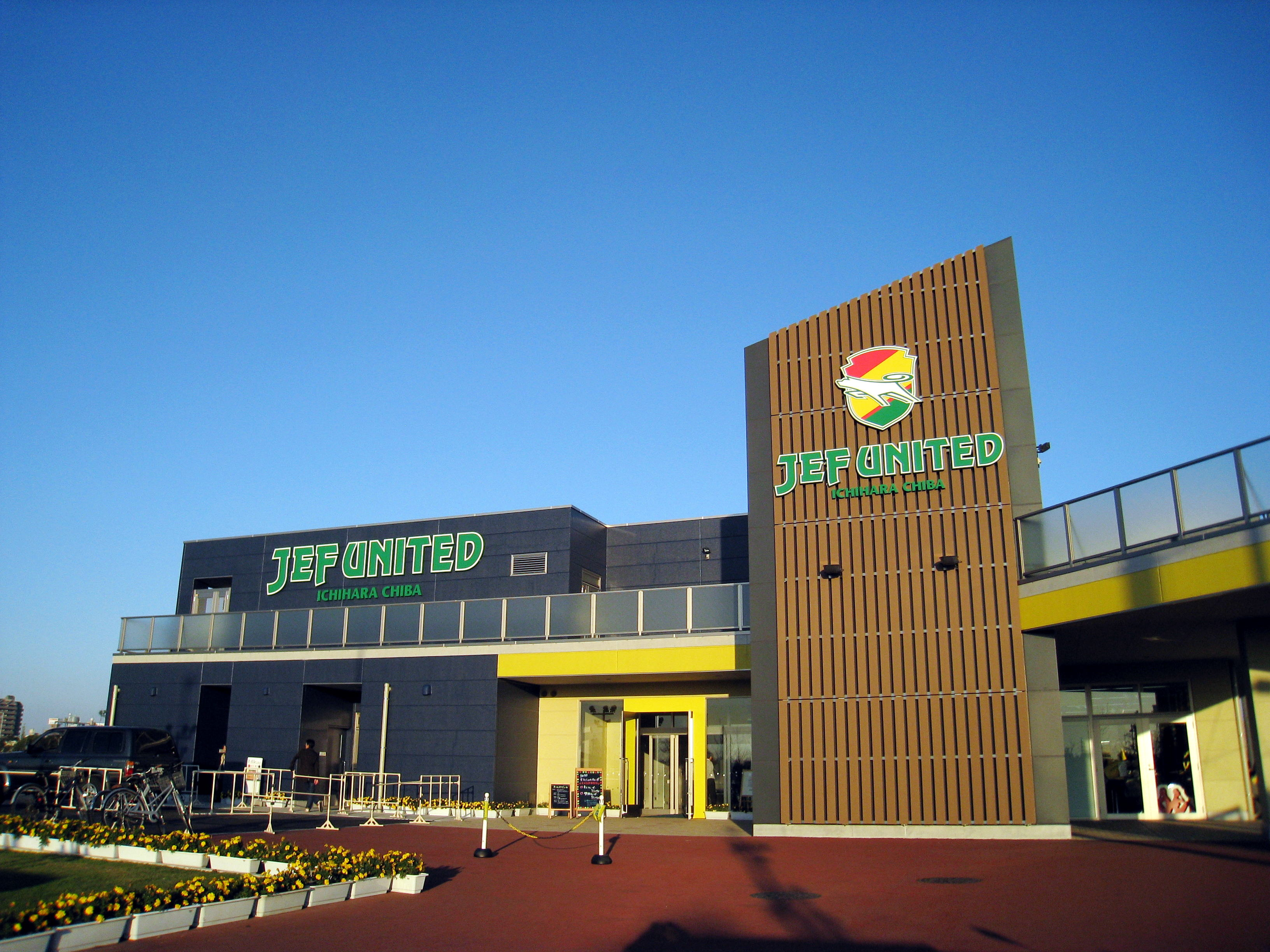
ユナイテッドパーク（ジェフユナイテッド市原・千葉クラブハウス）

#### 名所・旧跡

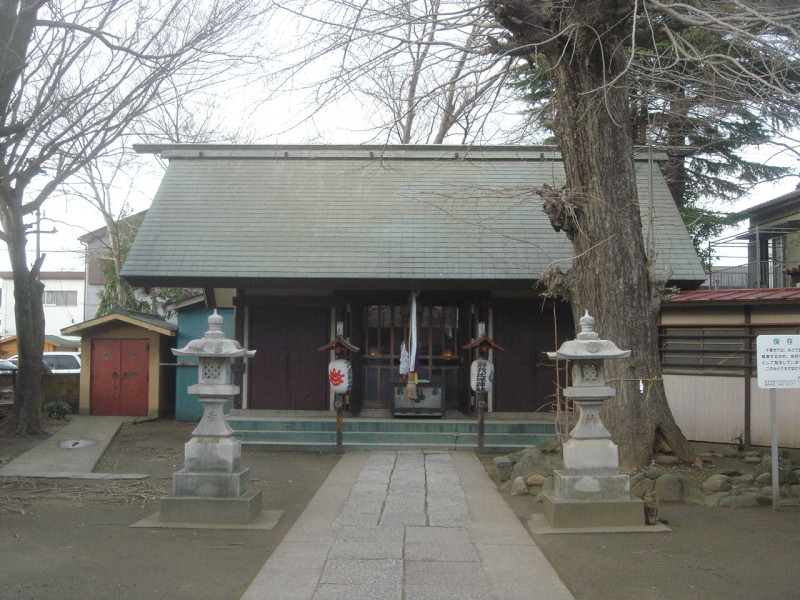
蘇我比咩神社
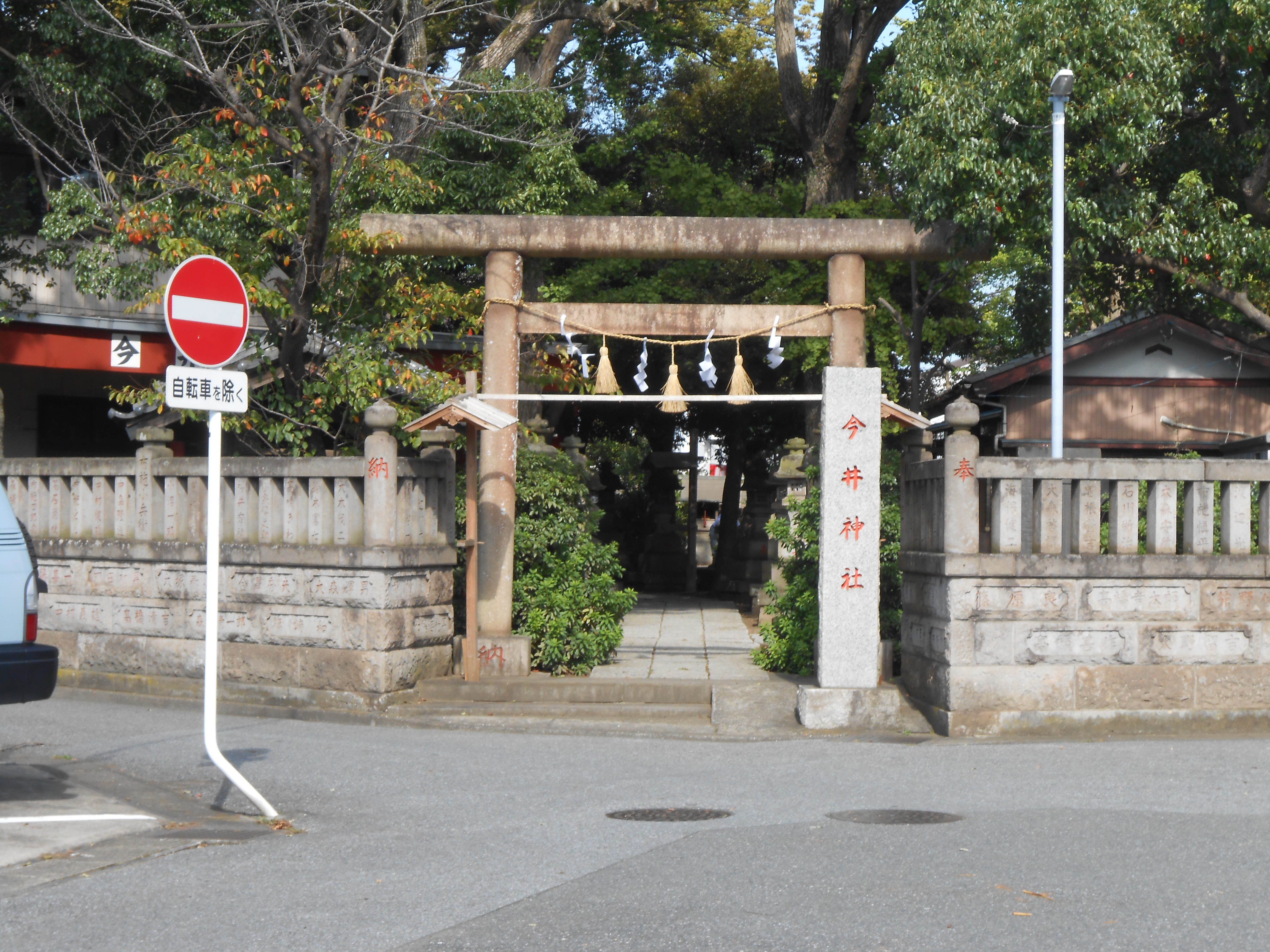
今井神社

- 蘇我比咩神社
- 今井神社

#### 教育

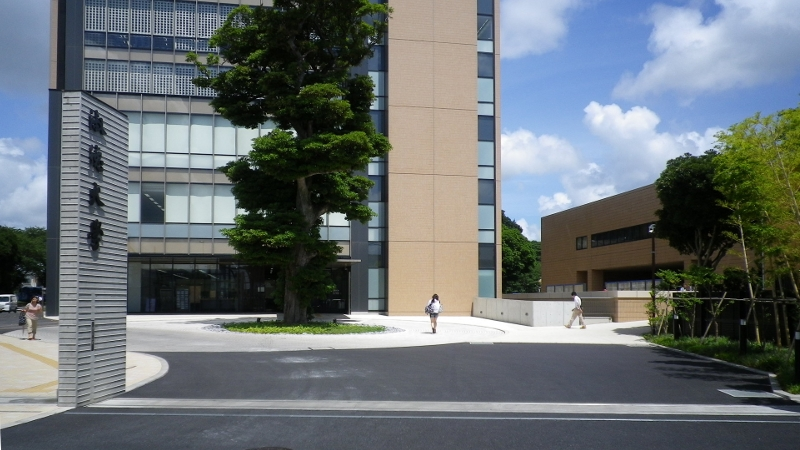
淑徳大学（千葉キャンパス、千葉第2キャンパス）
- 上野法科ビジネス専門学校
- 千葉県立千葉工業高等学校
- 千葉市立蘇我中学校
- 千葉市立蘇我小学校
- 千葉市立宮崎小学校
- 千葉市立大森小学校

- 淑徳大学（千葉キャンパス）

#### 医療
- 国立病院機構千葉東病院

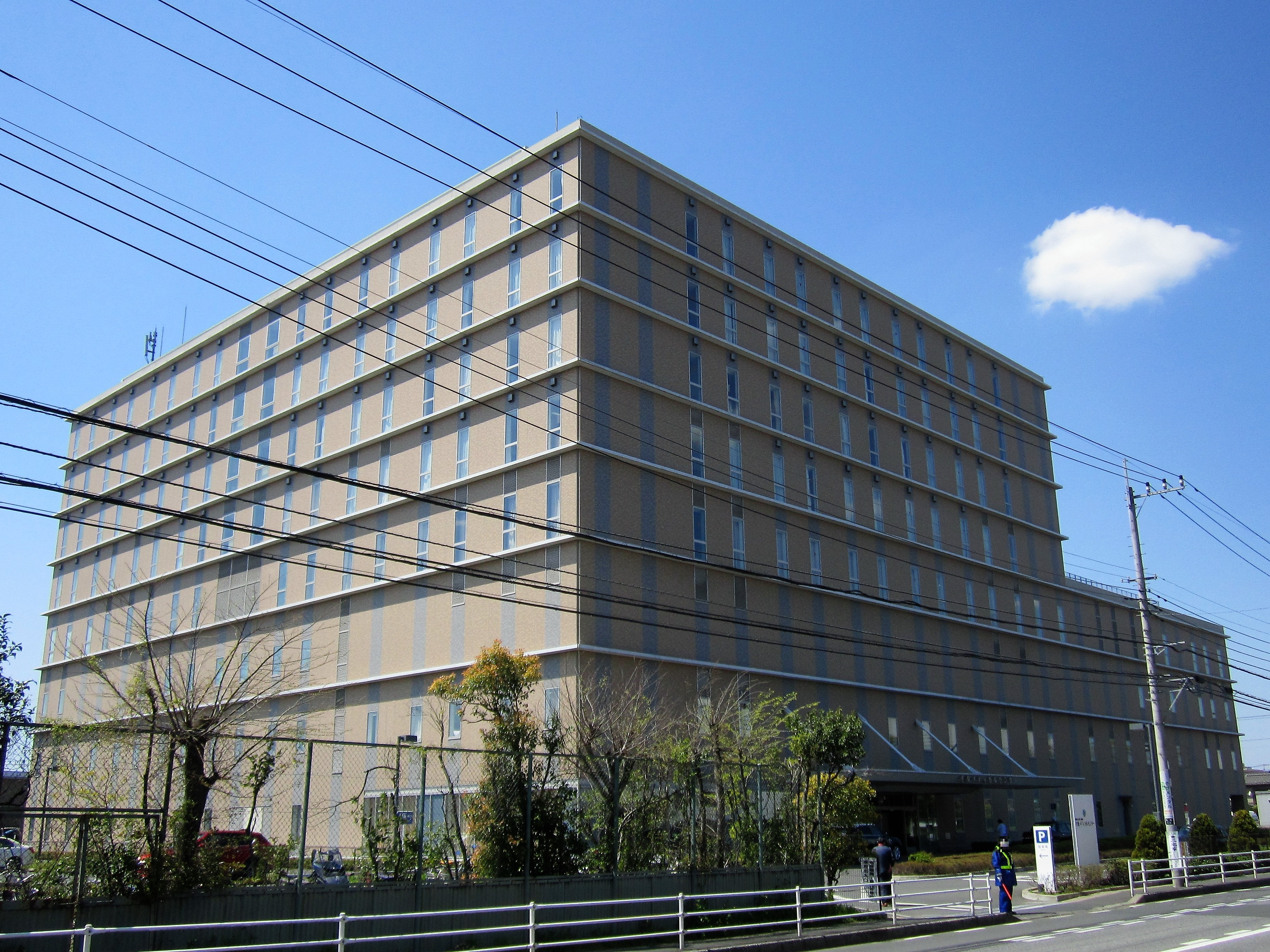
千葉メディカルセンター
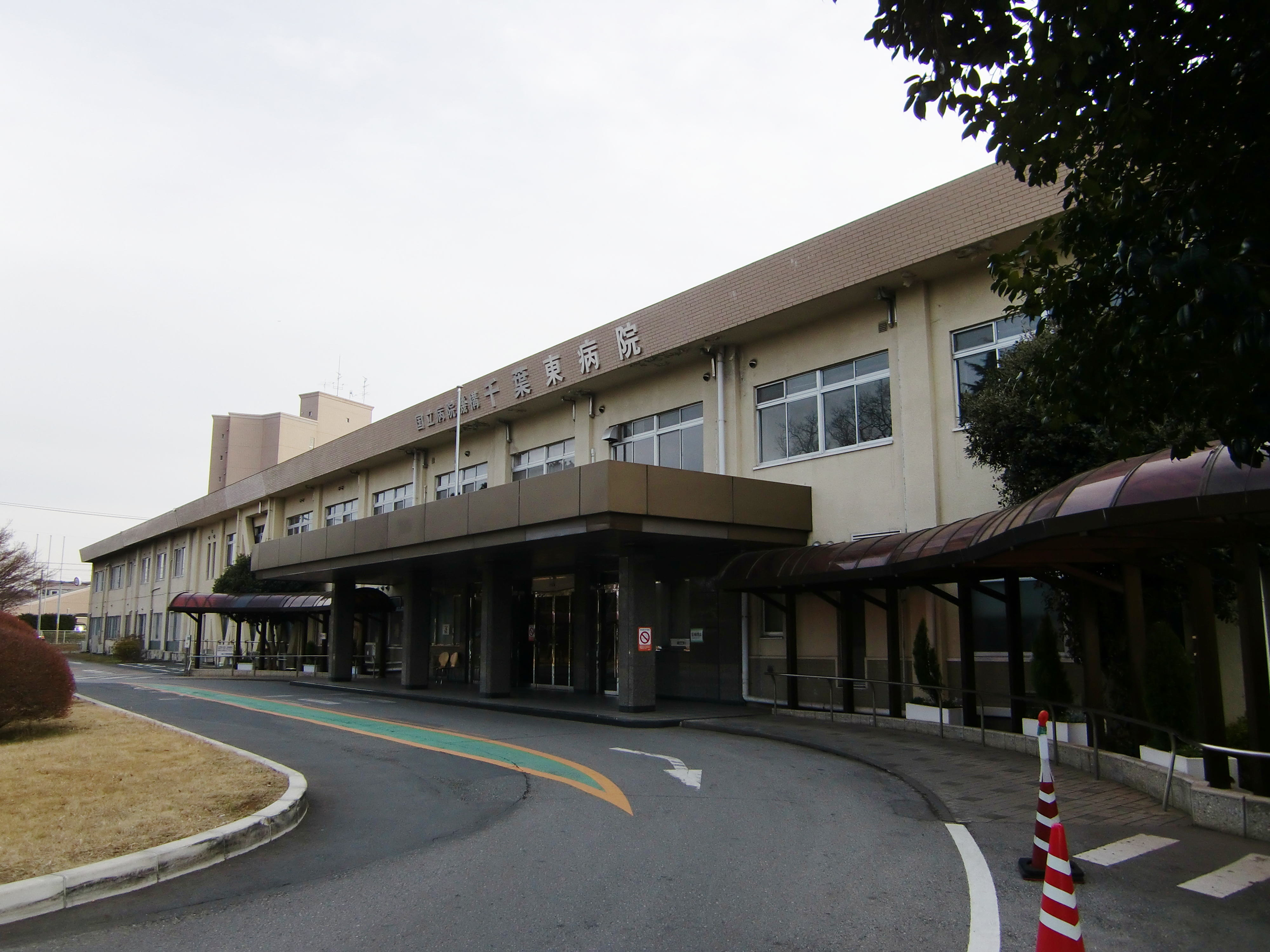
国立病院機構千葉東病院

- 三愛記念そが病院

- 千葉メディカルセンター
- 国立病院機構千葉東病院

#### 行政機関
- 東京国税局千葉南税務署
- 千葉南公共職業安定所（ハローワーク）
- 千葉県企業局千葉水道事務所
- 中央区立蘇我コミュニティセンター

#### 郵便
- 千葉今井郵便局
- 千葉宮崎郵便局

#### 商業施設
- 千葉銀行 蘇我支店
- 京葉銀行 蘇我支店
- 千葉興業銀行 蘇我支店
- ビオトープそが（東京電力 千葉火力発電所）
- ホテルソガ
- ドーミーイン千葉City Soga
- ホテルリブマックス千葉蘇我駅前
- ホテルマイステイズ蘇我
- アーバンホテル三幸
- 日産レンタカー
- ヤマダデンキテックランドNew蘇我店
- ベルク フォルテ蘇我店（複合商業施設、2017年4月5オープン[9]）
- トップマート 蘇我店（2024年3月24日閉店[10]）
- 東武ストア 蘇我店
- マルエツ 蘇我南町店
- 島忠 ホームズ蘇我店
  - ロピア 蘇我島忠ホームズ店(2019年7月5日オープン）
- ツルハドラッグ蘇我駅前店
- ヤックススーパーマーケット 白旗店
- サイゼリヤ 千葉鵜の森店

## 構想・計画
千葉市は、蘇我駅周辺地区を千葉都心・幕張新都心に続く第三の都心と位置付け、2003年（平成15年）から都市再生緊急整備地域として蘇我駅周辺地区と川崎町地区の旧川鉄千葉製鉄所のほぼ全域を含めた蘇我臨海地区土地区画整理事業 を開始し、大型商業施設や球技場を中核とした商業地区や公園施設の整備が行われている。これに伴い、土地区画整理後に商業施設等が建設され、将来的な周辺人口増による利用者増を見越して、千葉市とJR東日本により駅施設の拡充が行われている。
2004年（平成16年）8月に駅本屋の拡充が、2005年（平成17年）に西口駅前広場の整備が終了している。今後、西口と東口を連絡する自由通路の拡大が予定されている。
また、リサイクル施設の建設が進められている。さらに、公園地区と旧市街地区の間に居住地区の整備計画がある。なお、京葉線の当駅 - 千葉みなと間に寒川新駅（仮称）を設置する構想があるが、その駅予定地は2009年（平成21年）時点では『花の駅そが』として活用されている。

## バス路線
東口・西口にそれぞれ乗り場がある。停留所名は、東口側が「蘇我駅東口」または「蘇我駅東入口」、西口が「蘇我駅西口」となり、京成バス千葉イースト・小湊鉄道・日東交通・京浜急行バス・あすか交通により運行されている。なお、路線によって駅前のロータリーを発着するものとその他のバス停から発着するものがあるので注意が必要である。

### 東口発着
小湊鉄道・京成バス千葉イーストが運行する路線バスのほか、小湊鉄道・京浜急行バス・京成バス千葉イースト・日東交通が運行する高速バスが発着する。なお、路線バスは駅前ロータリーから、高速バス（羽田空港行、大宮駅西口行を除く）は駅前通りの千葉地方検察庁南町分室前のバス停から発着する（ロータリーから約300 m先）。
| のりば   | 運行事業者                        | 系統・行先                                                                                                 | 備考             |
| -------- | --------------------------------- | --- | ---------------- |
| 1        | 小湊鉄道                          | - 千04・蘇06：明徳学園 - 千04・千30：千葉駅 - 千30・蘇05：鎌取駅 - 蘇01：大厳寺 - 蘇09：千葉県がんセンター | 「蘇09」は運休中 |
| 2        | 小湊鉄道                          | - 千61：千葉駅 - 蘇03：千葉大学病院                                                                        |                  |
| 2        | 京成バス千葉イースト              | - 千葉大学病院 - 千葉駅                                                                                    |                  |
| 3        | 京成バス千葉イースト              | 鎌取駅 / 誉田駅                                                                                            |                  |
| 高速バス | - 京成バス千葉イースト - 日東交通 | 南総里見号：館山駅・安房白浜駅                                                                             |                  |
| 高速バス | - 京成バス千葉イースト - 日東交通 | カピーナ号：安房鴨川駅・亀田病院                                                                           |                  |

### 東入口発着
小湊鉄道・千葉中央バスが運行する路線バスが発着する。停留所は、京葉銀行蘇我支店前の末広通り路上に設置されている。
| 方面 | 運行事業者           | 系統・行先                                                                                            | 備考                     |
| ---- | -------------------- | --- | ------------------------ |
| 上り | 小湊鉄道             | - 千02・千04・千05・千07・千08・千09・千30：千葉駅 - 蘇01・蘇05・蘇06・蘇09：蘇我駅東口               |                          |
| 上り | 京成バス千葉イースト | 千葉駅 / 蘇我駅東口                                                                                   |                          |
| 下り | 小湊鉄道             | - 千01：白旗 - 千02・蘇09：千葉県がんセンター - 千05・千74：イオンタウンおゆみ野 - 千30・蘇05：鎌取駅 | 「千02」「蘇09」は運休中 |
| 下り | 京成バス千葉イースト | - 鎌取駅 / 誉田駅 - 花輪                                                                              |                          |

### 西口発着
小湊鉄道が運行する路線バスのほか、あすか交通が運行する深夜バスが発着する。
| のりば | 運行事業者 | 系統・行先 | 備考                                                   |
| ------ | ---------- | --- | ------------------------------------------------------ |
| 1      | 小湊鉄道   | - 千21・千23・千26・千32：千葉駅 - 千21：八幡宿駅西口 - 千23・千24：浜野 - 千25：喜多 - 千26：浜野駅東口 - 蘇13：蘇我スポーツ公園循環 | - 「千25」は平日1本のみ運行 - 「蘇13」は1月1日のみ運行 |
| 2      |            | ハーバーシティ蘇我 | 無料巡回バス                                           |
| 3      | あすか交通 | 深夜バス：山田インター入口 |                                                        |

## 隣の駅
東日本旅客鉄道（JR東日本）
- 特急「わかしお」・「さざなみ」、臨時特急「新宿わかしお」・「新宿さざなみ」停車駅

■外房線
■快速（総武線経由）・■普通（各駅停車）
本千葉駅 - 蘇我駅 - 鎌取駅
■内房線（千葉駅 - 当駅間は外房線）
■快速（総武線経由）・■普通（各駅停車）
本千葉駅 - 蘇我駅 - 浜野駅
■京葉線
■快速（京葉線経由）・■各駅停車（普通）
千葉みなと駅 (JE 17) - 蘇我駅 - 鎌取駅（外房線）／浜野駅（内房線）
京葉臨海鉄道
臨海本線（貨物線）
蘇我駅 - 千葉貨物駅